# Aleksandra Goriaczkina
Aleksandra Jurjewna Goriaczkina, ros. Александра Юрьевна Горячкина (ur. 28 września 1998 w Orsku) – rosyjska szachistka, arcymistrzyni kobiet (WGM) od 2012 roku i arcymistrz (GM) od 2018 roku.

## Kariera szachowa
Jest dziewięciokrotną medalistką mistrzostw świata i Europy juniorek w różnych kategoriach wiekowych, w tym:
- siedmiokrotnie złotą (Vũng Tàu 2008 – MŚ do 10 lat, Fermo 2010 – ME do 12 lat, Caldas Novas 2011 – MŚ do 14 lat, Albena 2011 – ME do 14 lat, Maribor 2012 – MŚ do 18 lat, Kocaeli 2013 – MŚ do 20 lat, Pune 2014 – MŚ do 20 lat),
- srebrną (Fermo 2009 – ME do 12 lat),
- brązową (Kemer 2009 – MŚ do 12 lat).

Oprócz tego, w 2012 r. zdobyła w Pardubicach złoty medal drużynowych mistrzostw Europy juniorek do 18 lat.
W 2011 r. zwyciężyła w memoriale Ludmiły Rudienko, rozegranym w Petersburgu. Normy na tytuł arcymistrzyni wypełniła w latach 2011 (w Pardubicach) i 2012 (w Moskwie oraz podczas mistrzostw Europy kobiet w Gaziantepie). W 2014 r. podzieliła I m. (wspólnie z m.in. Anastasiją Bodnaruk i Jewgieniją Owod) w otwartym turnieju w Satce oraz zdobyła w Kazaniu brązowy medal indywidualny mistrzostw Rosji.
Wielokrotnie reprezentowała Rosję w turniejach drużynowych, m.in.: 
- na drużynowych mistrzostwach świata (w roku 2015),
- na drużynowych mistrzostwach Europy (w roku 2013); medalistka: wspólnie z drużyną – srebrna (2013)[4],
- na drużynowych mistrzostwach Europy juniorów do 18 lat (w roku 2012); medalistka: wspólnie z drużyną – złota (2012)[5].

W 2015 zwyciężyła w 68. Mistrzostwach Rosji kobiet w Czyta z wynikiem 8/11.
Najwyższy ranking w dotychczasowej karierze osiągnęła 1 lipca 2019 r., z wynikiem 2564 punktów zajmowała wówczas 3. miejsce na światowej liście FIDE, jednocześnie zajmując 1. miejsce wśród rosyjskich szachistek.